# Hijitus
Hijitus es un personaje ficticio de historieta creado por el dibujante y caricaturista Manuel García Ferré, apareció por primera vez en 1955 en la historieta Pi-Pio, en la revista Billiken, en su primera aparición, usaba un sombrero de hongo, cuando se reeditó en la revista Anteojito apareció con galera, tuvo modificaciones y protagonizó la serie Hijitus transmitida por la televisión argentina entre 1967 y 1974. Fue retransmitida en los noventa y en 2010-2014 a través del canal El Trece con alto índice de audiencia. Es uno de los personajes de historietas argentinas más conocido, junto con Patoruzú, Mafalda, Clemente y Juan Salvo "El Eternauta".
Hijitus habita dentro del universo de Manuel García Ferré compartido con otros personajes como Anteojito, Larguirucho "El retonto", y toda una galería de personajes bien definidos.
Hijitus vive en una casa con forma de caño gigante en las afueras de su ciudad con su perro Pichichus. Para la cultura popular Argentina vivir en los caños significa ser pobre, con lo cual este hecho simboliza que Hijitus no posee muchos bienes económicos. Posee, sin embargo, un sombrero mágico que lo transforma en un superhéroe con múltiples poderes.

## Perfil
Tanto la historieta como la serie tienen una estructura simple. Hijitus es un chico pobre pero de buen corazón. Alguien es engañado típicamente por personajes con malas intenciones como el Profesor Neurus. Cuando Hijitus descubre el engaño (usualmente la situación ha alcanzado un nivel dramático) se transforma en Super Hijitus y actúa para reparar la situación. Una temática recurrente es los intentos de los enemigos para separar a Hijitus de su sombrero o robarlo para apropiarse de los poderes mágicos de éste.

## Poderes y habilidades
Hijitus es un chico humano común. Sin embargo, cuando emplea su sombrero mágico, se convierte en Super Hijitus, un superhéroe con vuelo, super fuerza, super velocidad, invulnerabilidad ante las armas y resistencia sobrehumana. Ha exhibido ocasionalmente otros poderes como super aliento o vista calorífica y también ha demostrado que con su super velocidad poder hasta causar un remolino a la manera de Superman.
Pese a sus poderes, Super Hijitus no es completamente imbatible y en ciertas ocasiones ha sufrido daños reversibles. En el capítulo televisivo "El camión blindado" Neurus logra dañarle la hélice de su supertraje. En otro capítulo, "Neurus tintorero"  se deja saber que el sombreritus pierde sus poderes tras ser lavado, aunque los poderes quedan contenidos en el agua del lavado pudiendo restablecérselos al sombrero.
Hijitus se convierte en Super Hijitus teniendo su sombrero puesto, al pronunciar las palabras mágicas "sombrero sombreritus conviérteme en Super Hijitus" tras lo cual el sombrero cubre la totalidad de su cuerpo haciéndolo pasar a través de su copa abierta y emergiendo del mismo como Super Hijitus. El proceso de transformación se revierte al volver Hijitus a introducirse dentro de su sombrero a través de la copa del mismo.
En su estado como Super Hijitus, este está ataviado con un supertraje que le brinda sus habilidades sobrehumanas. El traje se asemeja a los trajes con gorra de neoprene usados por los buceadores, es de color azul claro con una capa en color blanco sobre la espalda, una hélice en la parte superior de la cabeza y en el centro del pecho una insignia o escudo con el logo del sombreritus. Esta insignia es además un escudo protector mágico que puede proyectarse en el aire para proteger a Hijitus de un daño mayor al que sus poderes habituales están capacitados para enfrentar. Se lo vio usarlo en su última aparición dentro de la historieta cuando se enfrenta a un super clon virtual de él mismo.

### Hijitus y la procedencia de su sombrero
Nunca se dio a conocer con exactitud cómo fue que Hijitus tuvo acceso al sombreritus mágico, ni cómo logró con el tiempo controlarlo y conocer acerca de sus alcances, sin embargo, a través de la cronología de sus aventuras, se han establecido ciertas pistas que podrían sugerir que él simplemente se encontró con su sombrero de manera casual.
Durante las primeras apariciones de Hijitus, dentro de la historieta de Pi-Pio, no da muestras de poseer un sombrero mágico. Hijitus llega a Villa Leoncia buscando a su padre. Establecido por un corto tiempo en Villa leoncia conoce a Pi-Pio y Calculín con los cuales traba amistad. Uno de los secuaces del bandido local Paco Pum, intentaba con un disfráz hacerle creer que era su padre y que iba a llegar a Villa Leoncia a buscarlo. En ese momento Hijitus decide adquirir un sombrero en mejor estado y para ello parte con el caballo Ovidio a buscar uno. Sin embargo el nuevo sombrero se ve tan derruido y con su copa descosida como el anterior, aunque estéticamente se asemeja al sombrero mágico. Tras descubrir Hijitus el engaño perpetuado por Paco Pum, le revela a sus amigos que es descendiente de una dinastía de faraones y demuestra por primera vez que dentro de su sombrero estaba la capacidad de esconder objetos, en ese caso una corona de su dinastía, cualidad que se iría incrementando en diversidad y tamaño de los objetos dentro de su sombrero a lo largo de sus aventuras.
Ya establecido Hijitus como un personaje de peso y siendo el protagonista principal de sus propias historietas, primero dentro de la revista "Antifaz" y luego de manera independiente, demuestra que podía convertirse en su alter ego al pasar a través de su sombrero mágico, el cual al comienzo, durante el proceso de transformación, giraba a una velocidad fantástica, algo que con el tiempo dejó de suceder. Sus enemigos, encabezados principalmente por el profesor Neurus, no relacionaban al comienzo con que Hijitus y Super Hijitus eran la misma persona. Sin embargo, pese a que luego llegaran a conocer su doble personalidad y que el origen de sus poderes procedian de la magia contenida en el sombreritus, los esfuerzos por robarle esa prenda y tratar de usarla como ventaja, demuestran ser inútiles ya que solo Hijitus era capaz de controlar el proceso de transformación y el resto de las habilidades del sombrero mágico.

## Personajes

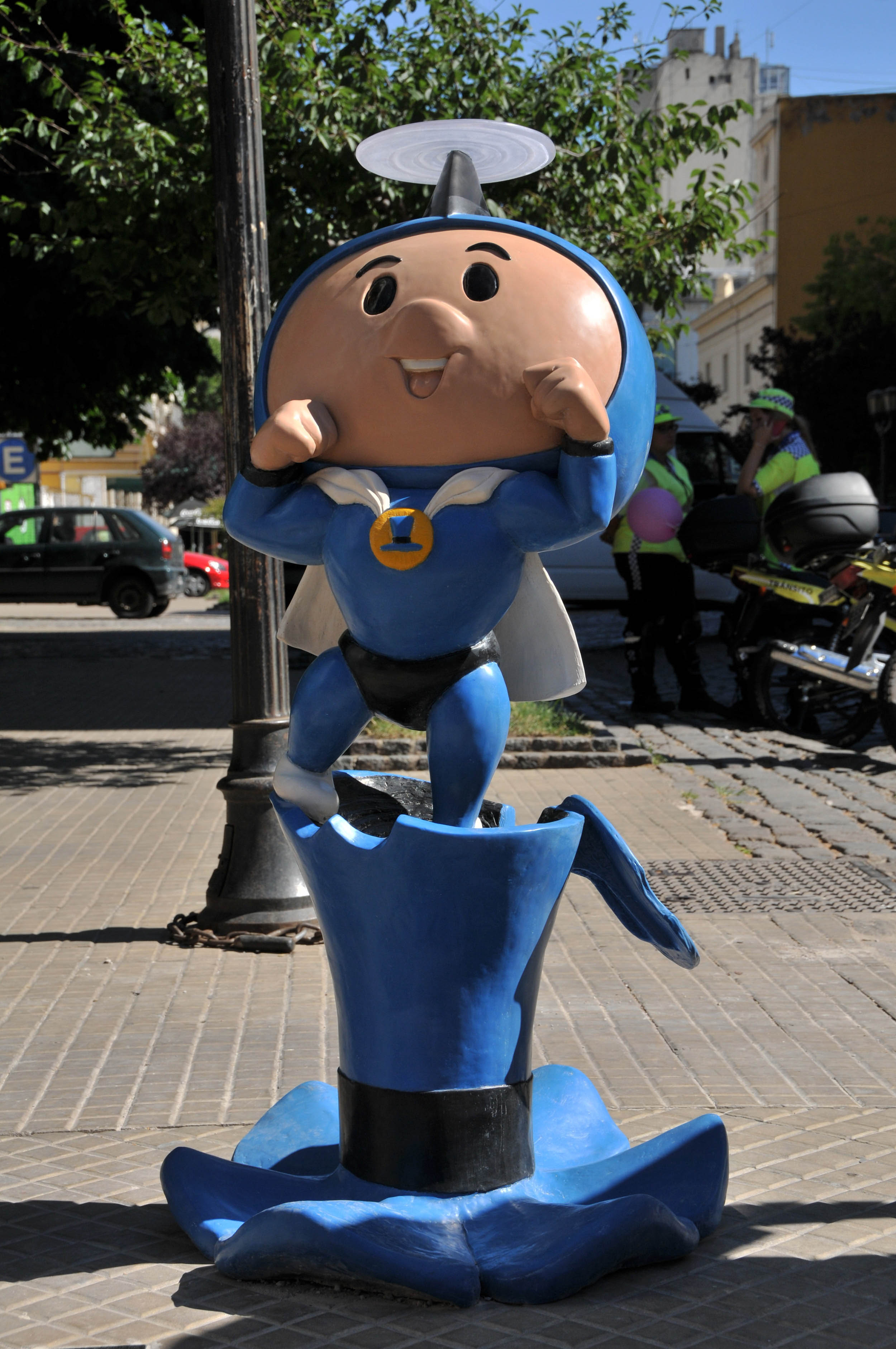
Estatua de Súper Hijitus en el Paseo de la Historieta de Buenos Aires.

- Súper Hijitus, el propio Hijitus luego de atravesar su sombrero mágico y decir las palabras mágicas "sombrero, sombreritus, conviérteme en Súper Hijitus".
- Pichichus, el pequeño perro de Hijitus del cual es muy fiel compañero; es el último ejemplar de la raza ficticia "Pichichus Vagabundis"
- El Comisario, representante de la ley con un evidente acento correntino y siempre un mate en mano. Su leit motiv (música exclusiva del personaje) es un chamamé en acordeón y guitarra tocado de manera acelerada.
- El Profesor Neurus, sabio loco, el principal villano de la historieta.
- Pucho, ayudante rosarino del Profesor Neurus (de hecho, el más leal de su pandilla). Es un fiel amante del tango, por lo que, en ocasiones, se le puede ver tocando un bandoneón.
- Serrucho, otro ayudante de Neurus. Es bajito de estatura y no habla, pues se comunica frotando el canto de su mano contra su sobresaliente incisivo, haciendo un sonido similar a un serrucho... de ahí su nombre.
- Larguirucho, En sus inicios, este personaje era secuaz del villano profesor Neurus. Sin embargo, y con el correr de los episodios, se fue convirtiendo en un amigo incondicional de Hijitus, y de Oaky, con quien mantiene un fiel lazo amistoso desde la primera aparición de este último.
- Oaky, hijo de Gold Silver, el millonario más famoso de la ciudad. Es un bebé fajado. Al menor inconveniente Oaky exclamaba: «¡Tiro, lío, cocha golda, lompo l'alma!» ("tiro, lío, cosa gorda, rompo el alma" en lenguaje infantil) y blandiendo dos revólveres lanzaba tiros al aire.
- Gold Silver, padre de Oaky y acaudalado magnate de Trulalá. Tiene un hablar refinado y usa un monóculo en su ojo izquierdo.
- Gutiérrez, mayordomo de Gold Silver, a quien traiciona en más de alguna ocasión, aprovechándose de la confianza que, constantemente, Gold Silver deposita en él, para apropiarse de su fortuna.
- Truku el robot.
- El Boxitracio, un animal un tanto raro y presuntamente extinto, mezcla de canguro y conejo. Emite un sonido gutural que dice tere que te tere que te ua ua ua, y es aficionado al boxeo.
- El Director del Museo, un hombre pelirrojo con acento inglés. Siempre que Hijitus necesita saber algo, lo busca en una gigante enciclopedia.
- El Dragoncito Cantor. Un cachorro de dragón muy bondadoso, le encanta cantar pero cuando lo hace puede quemar a quienes tiene cerca ya que, como buen dragón, le salen llamas por la boca.
- Cachavacha, una malvada bruja que siempre aparecía acompañada de su búho parlante, llamado "Pajarraco".
- La vecinita de enfrente, el amor no correspondido de Oaky, quien le dedica una serenata cansinamente. Finalmente, en un episodio muestra cantando su hartazgo de los esfuerzos de Oaky por enamorarla, y confiesa su amor por Hijitus.
- Kechum, primo rosarino de Pucho, Kechum es muy fuerte y bruto, tan fuerte que, al enojarse, vibra provoca terremotos. Sin embargo, es noble y de buen corazón. Su comida favorita es la "polenta con pajaritos" que le cocina su madre.
- La Marañaza, monstruo creado por el Profesor Neurus para llevar adelante sus planes y apropiarse de las riquezas de Trulalá. Aparece en un solo episodio.
- Dedo Negro, delincuente que podía disfrazarse de cualquier persona, aunque sin poder ocultar el índice negro de su mano izquierda, al que debe su sobrenombre.
- Raimundo, revoltoso huérfano del orfanato de Trulalá (el Patronato del Niño Terrible), quien termina convirtiéndose en ahijado de Larguirucho.
- Bodega y Rapiño, son dos delincuentes que muchas veces se asocian al Profesor Neurus.
- El Gran Hampa, jefe mafioso que aparece siempre en las sombras de su sillón, siendo solo visibles ojos y manos.
- Don Tomás, el capataz de la estancia de Gold Silver. Un hombre de campo, bien paisano.